# Ямборек
Ямборек (пол. Jamborek) — село в Польщі, у гміні Зелюв Белхатовського повіту Лодзинського воєводства.
Населення — 75 осіб (2011).
У 1975-1998 роках село належало до Пйотрковського воєводства.

## Демографія
Демографічна структура станом на 31 березня 2011 року:
|          | Загалом | Допрацездатний вік | Працездатний вік | Постпрацездатний вік |
| -------- | ------- | ------------------ | ---------------- | -------------------- |
| Чоловіки | 39      | 10                 | 21               | 8                    |
| Жінки    | 36      | 3                  | 21               | 12                   |
| Разом    | 75      | 13                 | 42               | 20                   |